# La Chaussée (Seine-Maritime)
La Chaussée is een gemeente in het Franse departement Seine-Maritime (regio Normandië) en telt 288 inwoners (1999). De plaats maakt deel uit van het arrondissement Dieppe.

## Geografie
De oppervlakte van La Chaussée bedraagt 8,1 km², de bevolkingsdichtheid is 35,6 inwoners per km².
De onderstaande kaart toont de ligging van La Chaussée (Seine-Maritime) met de belangrijkste infrastructuur en aangrenzende gemeenten.

## Demografie
Onderstaande figuur toont het verloop van het inwonertal (bron: INSEE-tellingen).